# Liva Järnefelt
Olivia (Liva) Järnefelt (nacida Edström. Vänersborg, 18 de marzo de 1876 – 24 de junio de 1971) fue una mezzosoprano sueca especializada en ópera. En 1897, después de aparecer en la Ópera Real de Estocolmo en La flauta mágica de Mozart y debutando como Pantalis en Mefistofele de Boito, permaneció en la compañía hasta 1926. Interpretó papeles importantes en varias óperas wagnerianas, así como en una variedad de obras italianas. Con motivo de su 25 aniversario con la Royal Opera, fue aclamada por su actuación en el papel principal de Carmen de Bizet. Apreciada tanto por el público como por la crítica por su voz clara y con cuerpo y su arte escénico, fue galardonada con la Litteris et Artibus en 1920.

## Biografía
Nacida el 18 de marzo de 1878 en Vänersborg, Olivia Edström era hija del canciller Johan Edström y su esposa Maria Nordqvist. Su hermana menor, Anna Edström (1884–1940), también se convirtió en cantante de ópera. De 1894 a 1897, estudió canto en la Real Academia Sueca de Música con Julius Günther. Posteriormente, estudió con Gillis Bratt en Estocolmo (1904-1994) y con August Iffert en Viena. En 1910 se casó con el director de orquesta y compositor finlandés Armas Järnefelt.

## Carrera
Apareció por primera vez en el escenario de la Royal Opera en 1897 interpretando el papel del tercer chico en La Flauta Mágica de Mozart. Ese año debutó oficialmente con el papel de Pantalis en Mefistófeles de Boito y también apareció como Frédéric en Mignon de Ambroise Thomas. En 1898 fue contratada por la compañía y actuó ahí hasta 1926.
Ganó popularidad en 1901, cantando el papel principal en Carmen de Bizet. Posteriormente, cantó en varias óperas wagnerianas⁣: Venus en Tannhäuser, Ortrud en Lohengrin, Magdalena en Los maestros cantores de Núremberg, Brangâne en Tristán e Isolda, Brünnhilde y Fricka en El anillo del nibelungo y Kundry en Parsifal. Los papeles en las óperas italianas incluyeron a Azucena en El trovador de Verdi, Marcellina en El barbero de Sevilla de Rossini, Maddalena en Rigoletto de Verdi, Hedwige en Guillermo Tell de Rossini y Lola en Cavalleria rusticana de Mascagni. Se la recuerda en particular por interpretar el papel principal en Sansón y Dalila de Saint-Saëns, estrenada en 1903, por Amneris en Aida de Verdi, Olga en Eugeno Oneguin de Chaikovski, y en particular por su Carmen, que interpretó por última vez para celebrar su 25 aniversario con la compañía. Inicialmente eclipsada por Carmen de Matilda Jungstedt, se ganó cada vez más la aclamación de su público y crítica.
Hacia el final de su carrera teatral, Järnefelt apareció a menudo en papeles cómicos como Annina en El caballero de la rosa de Richard Strauss, y Quickly en Falstaff de Verdi, recibiendo elogios de la crítica por haber sacado tanto partido a estos pequeños papeles. Más tarde se convirtió en una respetada profesora de canto y teatro en Estocolmo.
Liva Järnefelt murió el 24 de junio de 1971 en la parroquia de Engelbrekt en la provincia de Estocolmo.

## Premios
Järnefelt recibió la medalla Litteris et Artibus en 1920 por sus contribuciones a la cultura sueca. En 1924 fue elegida miembro de la Real Academia Sueca de Música.